# Idilios del rey
Los Idilios del Rey (Idylls of the King, en inglés) es un conjunto de doce poemas narrativos escritos por el poeta inglés Lord Alfred Tennyson (1809–1892) que cuentan la leyenda del Rey Arturo, las hazañas de sus caballeros, su amor por Ginebra y la traición de ésta, que significa la caída de Arturo y su reino. Toda la obra narra el intento de Arturo de crear un reino perfecto, desde su llegada al poder hasta su muerte a manos del traidor Mordred. Consta de doce poemas individuales, los cuales incluyen las aventuras de caballeros como Lanzarote, Gareth, Galahad, Balin y Balan, así como de otros personajes importantes como Merlín, la Reina Ginebra, Elaine y la Dama del Lago. No hay transición entre los idilios, sino que la figura central de Arturo une todas las historias.

## Tennyson y Malory
Tennyson basó su narración sobre todo en Le Morte d'Arthur, de Thomas Malory, y en el Mabinogion, pero con muchas ampliaciones y adaptaciones, como por ejemplo, el destino de Ginebra. En el libro de Malory es condenada a ser quemada en la hoguera por su infidelidad, pero es rescatada por Lanzarote, mientras que en los Idilios, Ginebra huye a un convento, más tarde es perdonada por su marido, se arrepiente, y sirve en el convento hasta que muere.
Al igual que en la obra de Malory, la Dama del Lago se divide en dos personajes: el hada bondadosa sin nombre conocido que adopta a Lanzarote, y Vivien (también llamada Viviana), la joven que usa su belleza y sus trucos para que Merlín haga de ella una gran hechicera (en Le Morte d´Arthur este personaje se llama Nimue, y no tiene un carácter tan malvado). A una de las hermanas que tiene Arturo en la obra de Malory también se le cambia el nombre (Tennyson la llama Bellicent) y al contrario que en Le Morte d'Arthur la otra hermana de Arturo, Morgana no tiene enfrentamientos con el Rey, solamente aparece al final de la obra para llevarlo a Avalón.

## Idilios

### Llegada de Arturo
Al principio de la obra, aparece la Dama del Lago, que rapta al príncipe Lanzarote cuando es un niño, para criarlo en su reino fantástico que se halla bajo el lago. El primero de los Idilios abarca el período posterior a la coronación del Rey Arturo, su ascensión, y su matrimonio. El rey de Camiliard, Leodegranze, hace un llamamiento a Arturo para que le ayude a luchar contra las hordas sajonas. Arturo vence a estos y luego a los nobles que cuestionan su legitimidad. Después le pide al rey de Camiliard la mano de su hija, Ginebra, a quien ama. Leodegranze está agradecido, pero duda del linaje de Arturo, y hace preguntas al chambelán del joven rey, a sus emisarios, y a la hermanastra de Arturo por parte de madre, de nombre Bellicent (el personaje conocido como Anna o Morgause en otras versiones), recibiendo una versión diferente de cada uno. Él está convencido de que Arturo es noble y acepta la propuesta. Lanzarote es enviado a traer Ginebra, y ella y Arturo se casan en mayo. En la fiesta de bodas, Arturo se niega a pagar el tributo a los señores de Roma, declarando: «El viejo orden desaparece, dando lugar al nuevo».

### Gareth y Lynette
Tennyson se basó en el cuarto libro de Le Morte d'Arthur para escribir esta historia, que se cree que fue inventada por Malory (a diferencia de gran parte del libro, que es una recopilación de leyendas artúricas). Ninguna versión de la historia antes de Malory, es posible que Malory hubiese inventado este cuento, aunque puede haberse basado en una obra antigua que se ha perdido.
Gareth, el hijo menor del rey Lot y Bellicent (Morgause) sueña con ser caballero, pero se siente frustrado por su madre. Después de una larga discusión Bellicent le ordena servir como pinche de cocina en el castillo de su tío sin decir su nombre durante un año y un día. A su llegada de incógnito a Camelot, Gareth es recibido por el mago Merlín, que está disfrazado.
Arturo consiente la petición del muchacho de formar parte del servicio de cocina. Después de haber trabajado duramente durante un mes, el príncipe se arrepiente y Bellicent y lo libera de su voto. Gareth es secretamente nombrado caballero por Arturo, que da órdenes a Sir Lanzarote de vigilarlo. La primera misión de Gareth es aquella en la que una dama llamada Lynette pide ayuda a Arturo y Lanzarote, para que intervengan en la liberación de su hermana Lyonors. En lugar de Lanzarote, la misión se le asigna a Gareth, que es aparentemente un funcionario de la cocina. Indignada, ella huye, e increpa a Gareth cuando éste la alcanza. En su viaje se prueba a sí mismo una y otra vez, pero ella sigue menospreciándolo. Gareth sigue siendo cortés y amable en todo. En el peligroso castillo donde está la hermana de Lynette, el joven príncipe derroca al Caballero de la Estrella de la Mañana, al Caballero del Sol de Mediodía, al Caballero de la Estrella de la Tarde y, finalmente, el caballero más terrible, el Caballero de la Muerte, que es en realidad un niño forzado a ejercer ese papel por sus hermanos mayores. En la historia de Malory, Gareth se casa con Lyonors, pero en esta versión de la historia, Lynette es la que se casa con el sobrino de Arturo

### Balin y Balan
«Balin y Balan» se basa en la historia de Sir Balin en el libro II de Le Morte d'Arthur. La fuente de Malory era la historia que se narra en el ciclo de la Vulgata, en particular en el texto conocido como la Suite du Merlin.
Los hermanos Sir Balan y Sir Balin (este último apodado «el Salvaje») vuelven a la corte del Rey Arturo después de tres años de exilio, y son acogidos con mucho cariño. Los enviados de Arturo hablan de la muerte de uno de sus caballeros a manos de un demonio en el bosque. Balan se ofrece a cazar al demonio, y antes de salir advierte a Balin en contra de su rabia terrible, que fueron la causa de su exilio. Balin trata de aprender la dulzura de Lanzarote, pero se desespera y llega a la conclusión que la cortesía perfecta de Lanzarote está más allá de su alcance. En su lugar, toma la corona de la Reina Ginebra para integrarla en su escudo.
Una mañana de verano, Balin contempla un intercambio ambiguo entre Lanzarote y la reina que le llena de confusión. Él deja Camelot y finalmente llega al castillo de Pellam y Garlon. Cuando Garlon pone en entredicho a la Reina, Balin lo mata y huye. Avergonzado de su temperamento, deja el escudo coronado en un árbol, donde una joven llamada Vivien y su escudero se lo encuentran. Ella se vuelve y se encuentra a Balin. El caballero grita, llora y pisotea su escudo. Balan escucha el grito y cree que ha encontrado su demonio. El choque de hermanos es mortal, y se reconocen demasiado tarde. Al morir, Balan asegura a su hermano que su Reina es pura y buena.

### Merlín y Vivien
Después de haber pedido ante el rey Marco de Cornualles que vaya a Camelot con los corazones de los caballeros de Arturo en la mano, Vivien es acogida en el séquito de Ginebra mientras que en Camelot se siembran rumores de un romance entre la Reina y un caballero. Vivien no logra seducir al rey, que se burla ella, y vuelca su atención en Merlín. Ella lo sigue cuando se pasea fuera de la corte de Arturo, preocupado por las visiones de una muerte inminente.
Ella tiene la intención de convencer a Merlín para que le enseñe algunos encantamientos, pero el encantamiento que la joven quiere es aquel que hará que el mago quede encerrado para siempre en un lugar del que no pueda salir. Merlín duda de Vivien, pero comienza a dejarse seducir. Cuando Vivien oye a los caballeros de Arturo chismorrear acerca de ella, grita calumnias contra cada uno de ellos. Merlín dice que sólo una calumnia es cierta: la del amor clandestino de Lanzarote, que admite que es cierto. Cansado, el viejo hechicero se deja seducir, y le dice a Vivien cómo funciona el encanto. Ella inmediatamente lo utiliza con él, y Merlín acaba preso para siempre en el hueco de un roble.

### Lanzarote y Elaine
«Lanzarote y Elaine» se basa en la historia de Elaine de Astolat, que se encuentra en Le Morte d'Arthur.
Hace mucho tiempo, el Rey Arturo enterró los esqueletos de dos hermanos enemigos (Balan y Balin), y uno de ellos contenía una corona de nueve diamantes. Arturo recupera la corona y elimina los diamantes. En los ocho torneos anuales de Camelot, se otorga un diamante para el ganador del torneo. El ganador siempre ha sido Lanzarote, que planea ganar una vez más y dar a todos los diamantes a su amor secreto, la Reina Ginebra. Ginebra se ausenta durante el torneo, y Lanzarote le dice a Arturo él tampoco asistirá. Una vez que están solos, la Reina recrimina a Lanzarote el haber dado motivos para que haya rumores de infidelidad en la corte, y le recuerda a Lanzarote que no puede amarla tanto. Lanzarote está de acuerdo y decide ir al torneo, pero disfrazado. Se apropia de la armadura, armas y estandarte de un noble, el Señor de Astolat, y como toque final, se compromete a llevar el pañuelo de su hija Elaine, algo que nunca había hecho antes. Lanzarote gana, y Elaine, que estaba enamorada de él, se piensa que éste la ama.
Elaine habla con Lancelot. Cuando él le dice que su amor no puede ser, desea la muerte. Más tarde se debilita y muere. Según petición que hizo antes de morir, su padre y hermanos deben ponerla en una barcaza con una nota dirigida a Lanzarote y Ginebra. Lanzarote ha regresado a Camelot para presentar los nueve diamantes a Ginebra. En un ataque de furia por celos a Elaine, la Reina coge los diamantes y los arroja por la ventana al río, cuando el barco de Elaine de Astolat pasa por debajo. El barco es descubierto y el cuerpo de la joven es llevado a la sala y durante la lectura de su carta, los señores y señoras lloran. Ginebra pide perdón de Lanzarote en privado. El caballero piensa en el amor que Elaine le profesaba, y se pregunta si todo el amor de la Reina ha desaparecido por los celos.

### El Santo Grial
Este idilio narra la historia de Sir Perceval, que se había convertido en un monje y murió un verano antes de la cuenta, a su monje Ambrosio compañeros. Su hermana piadosa había visto el Grial y a un joven llamado Galahad, «el Caballero del Cielo», declarando que él también tendría que contemplarlo. Una noche de verano, en ausencia de Arturo, Galahad se sienta en el Asiento Peligroso. La sala se agita con el trueno, y una visión del Santo Grial pasa ante los caballeros. Perceval jura que irá a su búsqueda durante un año y un día, y todos los caballeros lo siguen. Cuando vuelve Arturo, escucha las noticias apenado, ya que perderá a sus caballeros. Galahad, dice que podrá llegar al Grial, y tal vez Perceval y Lanzarote, pero los otros caballeros son más adecuados para el servicio físico que para lo espiritual. La Mesa Redonda se dispersa. Perceval viaja a través de un paisaje surrealista hasta que encuentra a Galahad en una ermita. Siguen juntos hasta que Perceval ya no puede seguir, y ve a Galahad salir hacia una ciudad celestial en un barco parecido a una estrella de plata. Perceval ve el Grial, muy lejos, encima de la cabeza Galahad. Después del período de búsqueda, retorna a la Mesa Redonda de Camelot. Algunos cuentan historias de sus misiones. Gawain cuenta cómo él y otros decidieron renunciar, y pasaron momentos agradables con mujeres, hasta que todos fueron derribados por un gran viento y pensaron que ya era hora de irse a casa. Lanzarote encontró una gran escalera de caracol, y subió hasta que encontró una sala que estaba caliente como el fuego y vio el Grial envuelto en un pañuelo de seda. Con «El Santo Grial» comienza la ruptura de la Mesa Redonda y el final de Camelot.

### Pelleas y Ettare
Pelleas se enamora de Ettare, una bella dama. Ella piensa que él es tonto, pero lo trata bien al principio porque ella quiere ser proclamada «Reina de la Belleza» en el torneo. Arturo organiza un «Torneo de la Juventud», en el que no se permite luchar a los guerreros veteranos. Pelleas gana el título de «Rey de la Belleza» y el anillo de Ettare, que inmediatamente termina su bondad para con él. La sigue a su castillo, donde por una visión dócilmente se deja atar y maltratar por sus caballeros. Gawain observa con indignación. Se ofrece a los tribunales para Ettare Pelléas, y para ello toma sus armas y el escudo. Cuando ingresó en el castillo, que anuncia que ha matado a Pelléas.
Tres noches después, Pelléas entra en el castillo en busca de Gawain, y llega a un pabellón donde se encuentra Ettare en los brazos de Gawain. Él deja su espada en la garganta para mostrar que, si no fuera porque es caballero, lo habría matado. Cuando Ettare despierta, maldice Gawain y huye. Desilusionado con corte del rey Arturo, Pelléas la deja para convertirse en el Caballero Rojo en el Norte.

### El último torneo
Ginebra había encontrado a un niño en un nido de águila, que tenía un collar de rubíes envuelto alrededor de su cuello. Después de que el niño muriese, Ginebra dio las joyas a Arturo para hacer un premio para un torneo. Sin embargo, antes del torneo, un campesino mutilado entra en el castillo de Arturo para contarle que fue torturado por el Caballero Rojo en el Norte, que ha creado una parodia de la Mesa Redonda de los caballeros, solo que estos viven sin ley y rodeados de vicios. Sir Tristán gana los rubíes. Rompiendo la tradición, se declara con rudeza a las damas que la Reina de la Belleza no está presente. En el norte, mientras tanto, los caballeros de Arturo atacan el castillo del Caballero Rojo, pisotean a éste y queman la fortaleza.
Sir Tristán gana el rubíes y se los da a la reina Isolda de Irlanda, la esposa de Marco de Cornualles. Isolda, que ama en secreto a Tristán, está furiosa porque se ha casado con otra mujer, Isolda de Bretaña. Se insultan entre sí, pero en el último momento ella se pone el collar alrededor del cuello y se inclina para besarlo. En ese momento, el Rey Marco se levanta detrás de Tristán y le divide el cráneo con su espada.

### Ginebra
Ginebra ha sido descubierta engañando al Rey Arturo con Sir Lanzarote y ha huido al convento de Amesbury. Está en una estancia tenuemente iluminada, asistida tan solo por una doncella, recordando los hechos que provocaron su caída. 
El autor nos cuenta como en el primero de mayo hubo grandes festejos, y las damas y caballeros se vistieron todos de verde. Mordred, hijo de la reina Bellicent de Orkney y sobrino de Arturo, sube una tapia para espiar a la reina, que está en sus aposentos junto a Enid y Vivien. Sir Lanzarote lo descubre, pero no sabe quién es puesto que lleva la túnica verde como el resto de caballeros. Arroja a Mordred al suelo, pero cuando se da cuenta de que es uno de los príncipes de Orkney, le pide disculpas. 
Mordred le guarda mucho rencor a Lanzarote, y cuando este le cuenta a Ginebra lo acontecido el primero de mayo, la reina se asusta, y es incapaz de dormir por las noches, prevé que Mordred no parará hasta exponer su pecado. Decide entonces poner fin a su relación con Lanzarote.
En la noche en que ella y Lanzarote habían decidido despedirse para siempre, Mordred, alertado por Vivien, observó y escuchó su despedida, e irrumpe en los aposentos reales, aunque hace que Lanzarote se levante y lo deje inconsciente. El caballero le propone a la reina huir a su castillo en el extranjero, pero Ginebra rechaza la oferta, quiere acogerse a sagrado y resignarse a su suerte. Los amantes cabalgan juntos hasta una encrucijada, donde se separan entre llantos y besos. Ginebra huye hacia Amesbury.
El rey llega al convento avisado por Mordred. Ginebra oye sus pasos y se inclina ante él. Se pone de pie sobre ella y pasa sobre ella. Después la perdona. La reina lo observa salir y se arrepiente, pero con la esperanza de que se reunirán en el cielo. Ginebra sirve en la abadía, luego será elegida abadesa, y morirá tres años más tarde.

### El último viaje de Arturo
En su última batalla, el Rey Arturo mata a Mordred (que había intentado derrocarlo cuando él estaba luchando contra Lanzarote) y, a su vez, recibe una herida mortal. Todos los caballeros de la Mesa han muerto, con la excepción de Sir Bedivere, que lleva al rey a un lago en las fronteras de Ávalon, donde Arturo recibió por primera vez Excalibur de parte de la Dama del Lago. Arturo da a Bedivere órdenes para lanzar la espada en el lago con el fin de cumplir con una profecía escrita en la hoja. Sir Bedivere se resiste dos veces, pero obedece a la tercera vez y es recompensado por la visión de un brazo vestido con seda blanca que se eleva desde el agua para coger la espada(Probablemente la Dama del Lago). Arturo es llevado en un barco mágico por tres reinas hadas (una de ellas es Morgana, la hermana de Arturo) a la isla de Ávalon.